# Hiram Fuller
Hiram Fuller, conocido tras asumir el islam como Hesham Ali Salem (East St. Louis, Illinois, 15 de mayo de 1981) es un exjugador de baloncesto estadounidense nacionalizado libio. Con 2,06 metros de estatura, jugaba en la posición de ala-pívot.

## Trayectoria deportiva

### Universidad
Tras pasar por los junior college de Wabash Valley y Modesto, jugó durante dos temporadas con los Bulldogs de la Universidad Estatal de California en Fresno, en las que promedió 7,4 puntos, 6,4 rebotes Y 1,0 tapones por partido. En 2003 fue incluido en el segundo mejor quinteto de la Western Athletic Conference, tras liderar la conferencia en rebotes, con 7,4 por encuentro.

### Profesional
Tras no ser elegido en el Draft de la NBA de 2003, fichó como agente libre con Indiana Pacers, pero fue descartado antes del comienzo de la temporada, fichando entonces con los Charleston Lowgators de la NBA D-League, con los que disputó 40 partidos, promediando 7,8 puntos y 7,0 rebotes por partido. En el mes de febrero fue reclamado por los Atlanta Hawks, con los que firmó un contrato por 10 días, con los que disputó 4 partidos en los que promedió 2,0 puntos y 2,8 rebotes.
Al año siguiente fichó por los Florida Flame, y en su primera temporada promedió 13,9 puntos, 8,5 rebotes y 1,7 tapones por partido, lo que le valió para ser incluido en el Mejor quinteto de la NBA Development League. Jugó un año más con los Flame, en el que promedió 12,0 puntos y 9,1 rebotes por partido.
En 2006 fichó por el ÉB Pau-Orthez de la liga francesa, con los que promedió 12,8 puntos y 7,3 rebotes por partido. Al año siguiente disputó 3 partidos con el Élan Sportif Chalonnais, promediando 10,3 puntos y 5,0 rebotes. Regresó a Francia en 2009 para jugar con el ÉB Pau-Orthez, haciéndolo únicamente en seis partidos, en los que promedió 6,0 puntos y 4,4 rebotes.
Su carrera transcurrió a partir de ese momento en equipos de Sudamérica, China y Oriente Medio, llegando a nacionalizarse libio, disputando con su selección el Campeonato FIBA África 2009. Actualmente juega en el Al Shurtah Police de la liga de Irak.

## Estadísticas de su carrera en la NBA

### Temporada regular
| Temporada | Edad | Equipo        | Liga | Pos. | P | TIT | MIN  | TC  | TCA | %TC  | 3P  | 3PA | %3P | 2P  | 2PA | %2P  | TL  | TLA | %TL  | R.OF. | R.DEF. | REB | ASIS | ROB | TAP | PER | FP  | PTS |
| 2003-04   | 22   | Atlanta Hawks | NBA  | PF   | 4 | 0   | 10.8 | 0.8 | 2.0 | .375 | 0.0 | 0.0 |     | 0.8 | 2.0 | .375 | 0.5 | 1.5 | .333 | 1.0   | 1.8    | 2.8 | 0.5  | 0.0 | 0.3 | 1.0 | 1.3 | 2.0 |
| Total     |      |               | NBA  |      | 4 | 0   | 10.8 | 0.8 | 2.0 | .375 | 0.0 | 0.0 |     | 0.8 | 2.0 | .375 | 0.5 | 1.5 | .333 | 1.0   | 1.8    | 2.8 | 0.5  | 0.0 | 0.3 | 1.0 | 1.3 | 2.0 |